# Ferrovia Twickenham-New Malden
La ferrovia di Twickenham-New Malden (in inglese Kingston Loop Line) è una linea ferroviaria britannica che collega Twickenham, nel borgo londinese di Richmond upon Thames, a New Malden, nel borgo reale di Kingston upon Thames.

## Storia
La linea è stata aperta fino a Kingston il 1º luglio 1863 da un raccordo a raso che si trova a ovest della stazione di Twickenham. Nel 1869 la linea è stata estesa fino alla stazione oggi denominata New Malden.
Il ramo di Shepperton è stato costruito nel 1864 con il collegamento rivolto verso Twickenham; la stazione di Strawberry Hill è stata aperta solo il 1º dicembre 1873.

Il bivio presso Twickenham è stato convertito in un raccordo con salto di montone nel 1882. L'accordo di Shepperton Branch verso Teddington è stato aperto per il traffico merci il 1º luglio 1894 ed è stato utilizzato per la prima volta dai treni passeggeri il 1º giugno 1901. Il deposito costruito all'interno del raccordo triangolare nel 1897 è ora usato per la manutenzione delle gli elettrotreni della società South Western Railway (attualmente i treni della Classe 450).
Le stazioni di Teddington, Kingston e Norbiton avevano scali merci adiacenti.
Presso la stazione di Kinston è presente un binario tronco rivolto a ovest a Kingston che era utilizzato in passato per il breve servizio proveniente da Shepperton e tuttora consente l'inversione dei treni provenienti da Twickenham in caso di chiusura della linea a est di Kingston o della ferrovia Londra-Weymouth.

## Caratteristiche
La linea è a scartamento ferroviario di tipo ordinario a 1435 mm.

La linea è stata elettrificata per la prima volta nel 1916 dalla società London and South Western Railway con una tensione elettrica di 630 V a corrente continua tramite terza rotaia; oggi la tensione elettrica è a 750 V.

### Percorso
|  | Continuation backward |

|  | Station on track |

| Unknown route-map component "CONTgq" | Unknown route-map component "ABZgr" |  |

|  | Stop on track |

|  | Level crossing |

|  | Unknown route-map component "dSTRc2" | + Unknown route-map component "v-STR3" + Unknown route-map component "v-SHI2gr" |  |  |

| Unknown route-map component "dCONTgq" | Unknown route-map component "ABZr+12" | + Unknown route-map component "vDST-STR" + Unknown route-map component "STRc34" |  |  |

|  | Unknown route-map component "dSTRc1" | + Unknown route-map component "v-SHI2g+r" + Unknown route-map component "v-STR+4" |  |  |

|  | Station on track |

|  | Unknown route-map component "hHSTa" |

|  | Transverse water | Unknown route-map component "hKRZW" | Transverse water |  |

|  | Unknown route-map component "hBHFe" |

|  | Stop on track |

|  | Unknown route-map component "SKRZ-G2u" |

|  | Unknown route-map component "SKRZ-G2u" |

|  | Level crossing |

| Unknown route-map component "CONTgq" | Unknown route-map component "ABZg+r" |  |

|  | Station on track |

|  | Continuation forward |

La linea si dipana dalla ferrovia Waterloo-Reading a ovest di Twickenham con un salto di montone. Tra Hampton Wick e Kingston si trova il ponte ferroviario di Kingston, che attraversa il fiume Tamigi. Si congiunge alla ferrovia Londra-Weymouth a ovest di New Malden con un salto di montone.

## Traffico
Il traffico passeggeri lungo la linea è servito dalla società South Western Railway, con treni di tipo suburbano.